# Filago texana
Filago texana là một loài thực vật có hoa trong họ Cúc. Loài này được Scheele mô tả khoa học đầu tiên năm 1849.